# Tumba (miasto Vranje)
Tumba (cyr. Тумба) – wieś w Serbii, w okręgu pczyńskim, w mieście Vranje. W 2011 roku liczyła 13 mieszkańców.